# Fläming

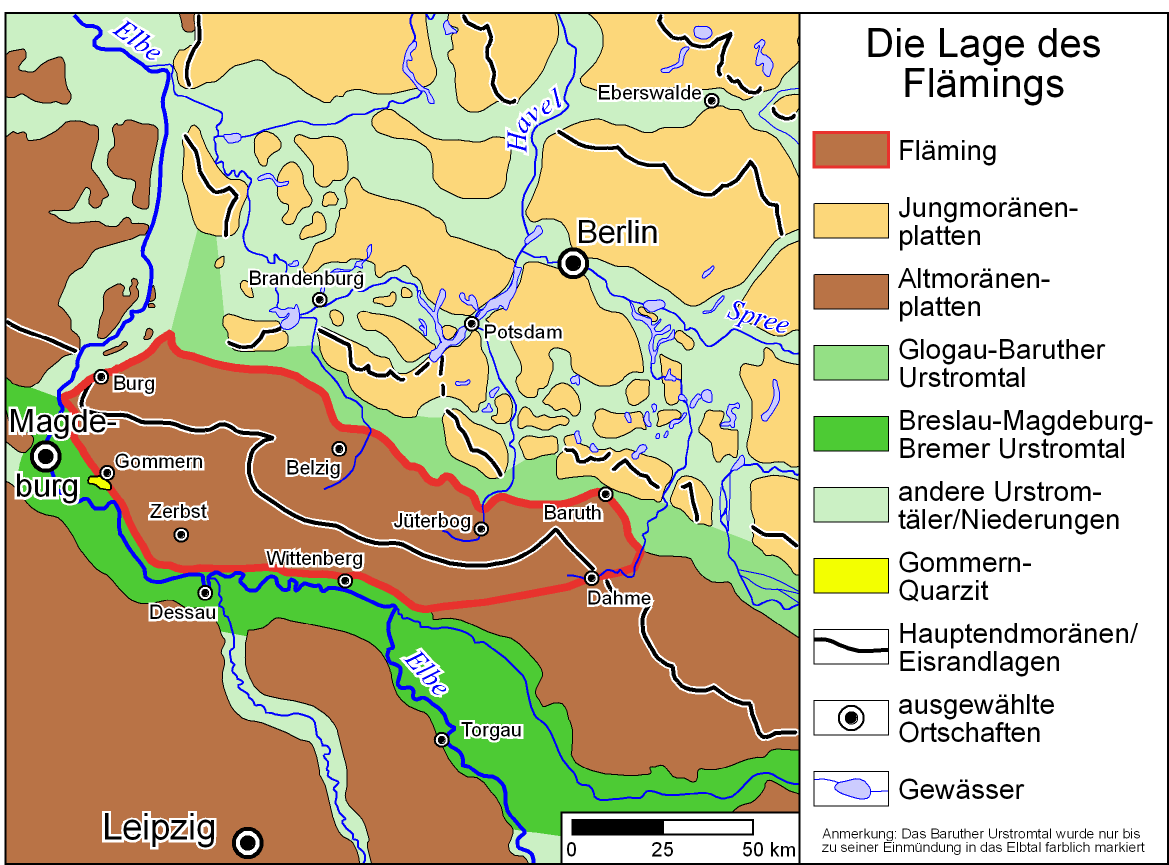
Uitgestrektheid (rode omtrek) en geologie van de Fläming

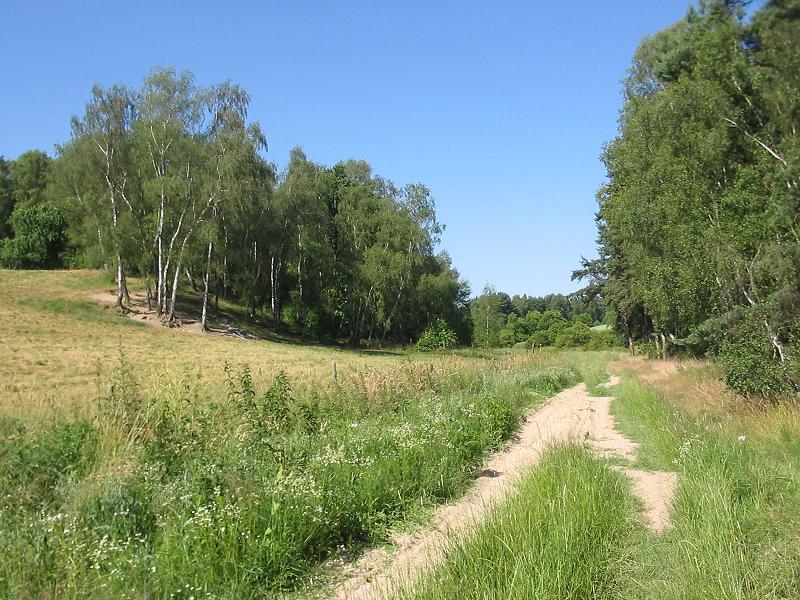
Droog dal in de Fläming

De Fläming is een stuwwal in het zuidwesten van de Duitse deelstaat Brandenburg en het oosten van Saksen-Anhalt. De streek is vernoemd naar middeleeuwse Vlaamse (en Nederlandse) kolonisten, die in de 12e en 13e eeuw immigreerden in de tot zover (en in resten tot 18e eeuw) Slavisch bevolkte streek. Tot in de 20e eeuw bevatte de Flämingse variant van het Nederduits Nederlands-Vlaamse invloeden.
Met 200 meter boven zeeniveau is de Hagelsberg het hoogste punt.

## Sport en recreatie
Door deze streek loopt de Europese wandelroute E11. De E11 loopt van Den Haag naar het oosten, tot de grens van Polen en Litouwen.

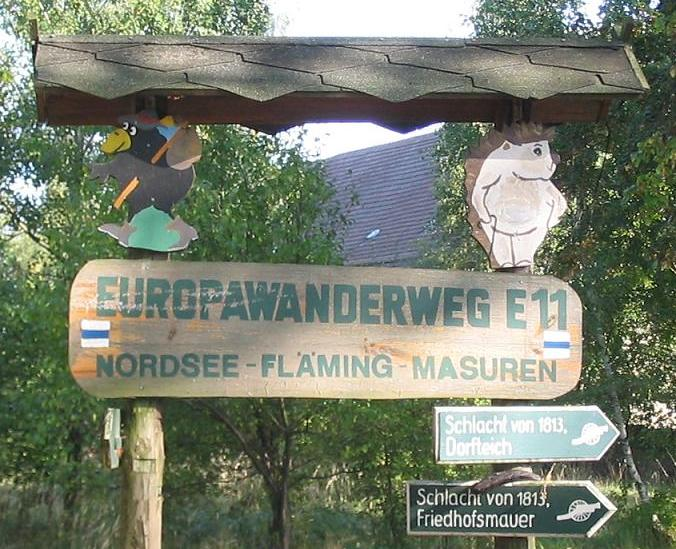
Bewegwijzering Wandelroute E11 op de Hagelberg